# Paul Löwinger
Paul Löwinger (né le 10 novembre 1904 à Laa an der Thaya, mort le 17 décembre 1988 à Vienne) était un acteur autrichien.

## Biographie
Paul Löwinger vient d'une célèbre famille d'acteurs ; il naît lors d'une tournée. Avec ses parents, les directeurs d'école de théâtre Joseph et Cilly Löwinger et ses frères et sœurs Heinz et Gretl, il visite le pays.
Dans les années 1930, il se fixe et habite le quartier de Favoriten. Pendant l'Exposition universelle de 1938 à Vienne, les Löwingers sont probablement la première compagnie de théâtre dans le monde devant les caméras de télévision.
La même année, il épouse Elisabeth Meinhard avec qui il aura Sissy, Guggi et Paul junior. Durant la Seconde Guerre mondiale, il joue devant les soldats allemands en Russie, en Pologne et dans les Balkans et en Grèce. Après la guerre, la famille retourne à Vienne, le théâtre de Landgutgasse est complètement détruit. Il reprend vie avec le Renaissancetheater auquel il consacre vingt ans ; après la mort de sa mère, il en devient le directeur artistique en 1949. En 1964, il fonde Lisa Film.
La famille Löwinger se fait connaître grâce aux transmissions à la télévision de pièces de théâtre à partir des années 1950.
Paul Löwinger participe à de nombreux films Heimat et de schlager.

## Filmographie

### Acteur

#### Cinéma
- 1935 : Die beiden Stoffl : Christoph, genannt Stoffl, sein Sohn
- 1936 : Seine Tochter ist der Peter
- 1948 : Die Verjüngungskur : Alois Hinterhuber / Toni, Alois' Neffe
- 1948 : Zyankali
- 1950 : Der keusche Adam (de) : Adam
- 1951 : Valentins Sündenfall : Valentin
- 1953 : Die fünf Karnickel : Ottokar Schäberl
- 1955 : Zwei Herzen und ein Thron (de)
- 1956 : Die schöne Meisterin : Leibl
- 1956 : Kaiserball : Portier Bichler
- 1956 : Wenn Poldi ins Manöver zieht : Stadler
- 1957 : Lachendes Wien : Dudelhofer & Soldat Hintermüller
- 1957 : Noch minderjährig : Herr Kutzmaier
- 1957 : Schön ist die Welt : Josef Reithmayer
- 1958 : Zauber der Montur (de) : Feldwebel Stock
- 1960 : Das Dorf ohne Moral (de) : Kasimir Wurmlinger sr.
- 1960 : Glocken läuten überall : Bartel
- 1961 : Im schwarzen Rößl : Zacherl
- 1962 : Das haben die Mädchen gern : Johann
- 1963 : Im singenden Rößl am Königssee : Hausdiener Ignaz
- 1964 : Case 33: Antwerp : Inspektor Stoffels
- 1964 : Die ganze Welt ist himmelblau : Franz
- 1965 : Das Mädel aus dem Böhmerwald : Wastl
- 1966 : Happy End am Wolfgangsee : Pankraz
- 1967 : Couchés dans le foin... : Vinzenz
- 1967 : Wiener Schnitzel
- 1968 : Paradies der flotten Sünder : Ignaz Hirnbeißer
- 1969 : Les Petites chattes se mettent au vert : Korbinian Ofenbröck
- 1970 : Frau Wirtin bläst auch gern Trompete : Sergeant
- 1970 : Frau Wirtin treibt es jetzt noch toller : Kanonier Frosch
- 1970 : Musik, Musik - da wackelt die Penne : Florian
- 1971 : Mein Vater, der Affe und ich : Kranzl
- 1971 : Wenn mein Schätzchen auf die Pauke haut : Josef Pitzelberger
- 1972 : Außer Rand und Band am Wolfgangsee : Zacherl
- 1972 : Les 69 Dalmatiennes (de) : Willibald Bumshäuptl
- 1973 : Frau Wirtins tolle Töchterlein : Antonius (en tant que Paul Loewinger)

#### Télévision
Téléfilms
- 1961 : Das Mädchen mit dem Zucker : Korbi, sein Hausknecht
- 1963 : Ehestreik
- 1966 : Alle Trümpfe in der Hand : Herkules - sein Sohn
- 1966 : Alles in Ordnung : Kilian
- 1966 : Aufruhr im Bäckerladen : Altbäckermeister Großvater Kloppe
- 1966 : Die Liab am Almsee : Damian
- 1967 : Angelika schafft Ordnung : Andreas
- 1967 : Der Heiratsgegner : Friedl
- 1967 : Die drei Dorfheiligen : Bürgermeister Simon Hilgermoser
- 1968 : Der richtige Irrtum : Wendelin
- 1968 : Karin, was machst Du? : Toni
- 1968 : Wenn der Hahn kräht : Großknecht Mathias
- 1969 : Der Schützenkönig : Baltasar Hummer
- 1969 : Die Eintagsfliege : Verlagsdirektor Storch
- 1969 : Die Töchter Josefs : Josef
- 1969 : St. Pauli in St. Peter : Bonifax
- 1970 : Das Millionenbett : Balthasar Pleiter - Tapezierermeister
- 1970 : Der Ehestreik : Bartl
- 1970 : Die späte Heirat : Korbel Thaler
- 1970 : Die verlorene Hochzeitsnacht : Dagobert Höllriegel
- 1971 : Hugo in Ängsten : Bäckermeister Hugo Wurzinger
- 1971 : Vinzenz, warum tust du das? : Vinzenz Feichtner
- 1972 : 's Nullerl : Stoffel
- 1972 : Alles, nur nicht heiraten : Andreas
- 1972 : Drei Frauen um Daniel : Daniel Bockerl
- 1972 : Emil, der Seitenspringer : Emil
- 1972 : Wer war es? : Großvater
- 1973 : Die drei Dorfheiligen : Bürgermeister Simon Hilgermoser
- 1973 : Die falsche Annonce : Rudi
- 1973 : Die falsche Katze : Korbi
- 1974 : Die Liab am Almsee : Toni Pfister
- 1974 : Graf Schorschi : Realitätenbesitzer Victorius Seiberl
- 1975 : Alles, nur keine Schwestern : Adam
- 1975 : Wenn der Hahn kräht : Mathias
- 1976 : Die Zeitungsbraut : Bonifaz
- 1976 : Hochzeit ohne Braut : Toni
- 1977 : Der teure Johann : Johann
- 1977 : O Josef : Josef
- 1978 : Das Manöverkind : Offiziersdiener Birnstingl
- 1978 : Spät, aber doch : Toni
- 1979 : Der Fehltritt : Baumüller
- 1979 : Der unschuldige Sünder : Laberl
- 1979 : Doppelt hält schlechter : Otto Wurzinger, Schneidermeister
- 1981 : Der verlorene Bräutigam : Franz Hinterberger
- 1981 : Die drei Dorfheiligen : Simon Hilgermoser, Bürgermeister
- 1982 : Alles in Ordnung : Kilian
- 1982 : Der verkaufte Großvater : Großvater
- 1984 : Der Hecht im Karpfenteich : Lukas Hecht
- 1984 : Rudi macht's richtig : Rudi
- 1985 : Der Hausfreund
- 1985 : Der keusche Josef : Josef Meier
- 1986 : Liebe wie's im Büchel steht : Sebastian Hörndl
- 1987 : Brautschau mit Hindernissen : Peterl Onkel
- 1987 : Der Witwer und die Witwe : Julius

### Producteur

#### Cinéma
- 1950 : Der keusche Adam
- 1953 : Die fünf Karnickel
- 1960 : Das Dorf ohne Moral
- 1961 : … und du mein Schatz bleibst hier
- 1965 : Das Mädel aus dem Böhmerwald

### Réalisateur

#### Cinéma
- 1951 : Valentins Sündenfall
- 1953 : Die fünf Karnickel
- 1967 : Wiener Schnitzel

#### Télévision
Téléfilms
- 1966 : Aufruhr im Bäckerladen
- 1967 : Angelika schafft Ordnung
- 1967 : Der Heiratsgegner
- 1968 : Der richtige Irrtum
- 1968 : Karin, was machst Du?
- 1968 : Wenn der Hahn kräht
- 1969 : Der Schützenkönig
- 1969 : Die Töchter Josefs
- 1969 : St. Pauli in St. Peter
- 1970 : Die späte Heirat
- 1971 : Hugo in Ängsten
- 1972 : Drei Frauen um Daniel
- 1972 : Emil, der Seitenspringer
- 1972 : Wer war es?
- 1973 : Die drei Dorfheiligen

### Scénariste

#### Cinéma
- 1935 : Die beiden Stoffl
- 1950 : Der keusche Adam
- 1967 : Wiener Schnitzel

#### Télévision
Téléfilms
- 1961 : Das Mädchen mit dem Zucker

### Parolier

#### Cinéma
- 1950 : Der keusche Adam
- 1960 : Das Dorf ohne Moral